# Премијер Уједињеног Краљевства
Премијер Уједињеног Краљевства (енгл. Prime Minister of the United Kingdom) фактички је шеф владе у Уједињеном Краљевству и налази се на челу Кабинета. Његов положај је углавном незваничан и увијек је то вођа најјаче политичке партије у Дому комуна, а његов званични министарски положај је први лорд Трезора (енгл. First Lord of the Treasury).
Актуелни премијер је Кир Стармер, вођа Лабуристичке партије.

## Незваничност
Функција премијера углавном не постоји у службеним актима већ постоји незванично на основу дугогодишњих уставних обичаја. Они налажу да монарх за премијера именује лице које ужива повјерење у Дому комуна и то је најчешће вођа политичке партије или коалиције са највише посланичких мјеста у том дому. Функција премијера није настала одједном већ је еволуирала током три вијека на основу бројних аката Парламента, политичких превирања и историјских догађаја. Улогу шефа владе премијер је стекао као резултат преласка политичке моћи са монарха на Парламент. Парламент је монарху формално оставио бројна овлашћења која је имао, али фактички монарх их је вршио само на основу сагласности премијера који је имао подршку Парламента односно Дома комуна.
Прије 1902. године премијер је био биран и из реда Дома лордова, али је ипак морао да има подршку Дома комуна. Међутим, како је политички утицај племства опао у 19. вијеку створен је обичај да премијер увијек мора бити посланик Дома комуна. Власт премијера ојачана је доношењем Акта о Парламенту 1911. који је умањио значај Дома лордова у законодавном поступку. Иако се назив премијер користио колоквијално још од 18. вијека ипак је сер Henry Campbell-Bannerman (1905) био први први лорд Трезора (енгл. First Lord of the Treasury) за чијег се мандата и званично употребио назив премијер (енгл. Prime Minister).
Назив „премијер” је тек 1905. године по први пут уврштен као протоколарни ранг и то одмах након надбискупа јоршког. Након тога су услиједила два закона гдје је споменута функција премијера: Акт о имању Чекерс 1917. (енгл. Chequers Estate Act 1917) и Акт о краљевским министрима 1937. (енгл. Ministers of the Crown Act 1937). Будући да се премијер углавном спомињао само у законима који су одређивали његову плату и примања онда се и његов положај сматрао углавном незваничним. Његов званични министарски положај је први лорд Трезора на чије име и гласи резиденција Даунинг стрит 10. Сам избор премијера је незваничан јер се не врши тако што би Парламент (односно Дом комуна) донио одлуку о избору. Напротив, премијер ступа на дужност само у присуству монарха тзв. церемонијом цјеливања руку. Законски није прописано какву власт има премијер над члановима Кабинета јер формално сву извршну власт у Уједињеном Краљевству врше краљевски министри. За разлику од премијерског положаја њихов положај је озваничен актима Парламента, а и премијер званично заузима један од њих — први лорд Трезора.

## Дјелокруг
Будући да је положај премијера углавном незваничан његова права и обавезе нису прописани општим правним актима. Његова власт је фактичка јер је вођа најјаче политичке партије која формира владу што му омогућава да контролише политичке функционере и институције. У британској монархији на снази је правна фикција да је монарх носилац извршне власти, а заправо је то премијер. Стога многе од краљевских прерогатива монарх врши само по премијеровом предлогу или одобрењу (нпр. врховно командовање оружаним снагама).
Највиша политичка и друга именовања врши монарх на предлог премијера. Тако монарх додјељује перство и витештво. Државни службеници стоје под премијером јер је он министар за државну службу (енгл. Minister for the Civil Service). Ово звање носи непрекидно од 1968. године, а то му је друга министарска функција поред тога што је први лорд Трезора.
По протоколарном рангу, премијер долази након чланова краљевске породице, надбискупа кентерберијског, лорда канцелара и надбискупа јоршког. Осим што је нижи по рангу од лорда канцелара, премијер је имао и нижу плату од њега до ступања на снагу Уставног реформског акта 2005. Надаље, премијер је увијек доживотни члан Државног савјета и има право да користи титулу The Right Honourable.